# 337 Devosa
337 Devosa là một tiểu hành tinh lớn ở vành đai chính, và được xếp loại tiểu hành tinh kiểu M. Nó được Auguste Charlois phát hiện ngày 22.9.1892 ở Nice. Không biết rõ nguồn gốc tên của nó.